# Monique van de Ven
Monique van de Ven, née le 28 juillet 1952 à Zeeland, est une actrice et  réalisatrice néerlandaise.

## Biographie
Monique van de Ven a été étudiante à l'Académie de théâtre de Maastricht.
Elle est notamment connue pour avoir tourné dans deux films de Paul Verhoeven : Turkish Délices (1973) et Katie Tippel (1975) dans lesquels elle interprète deux femmes libres.

### Vie privée
Elle a été mariée avec réalisateur, directeur de la photographie et producteur néerlandais Jan de Bont de 1973 à 1988. Depuis 1991, elle est mariée avec l'acteur Edwin de Vries.

## Filmographie

### Actrice

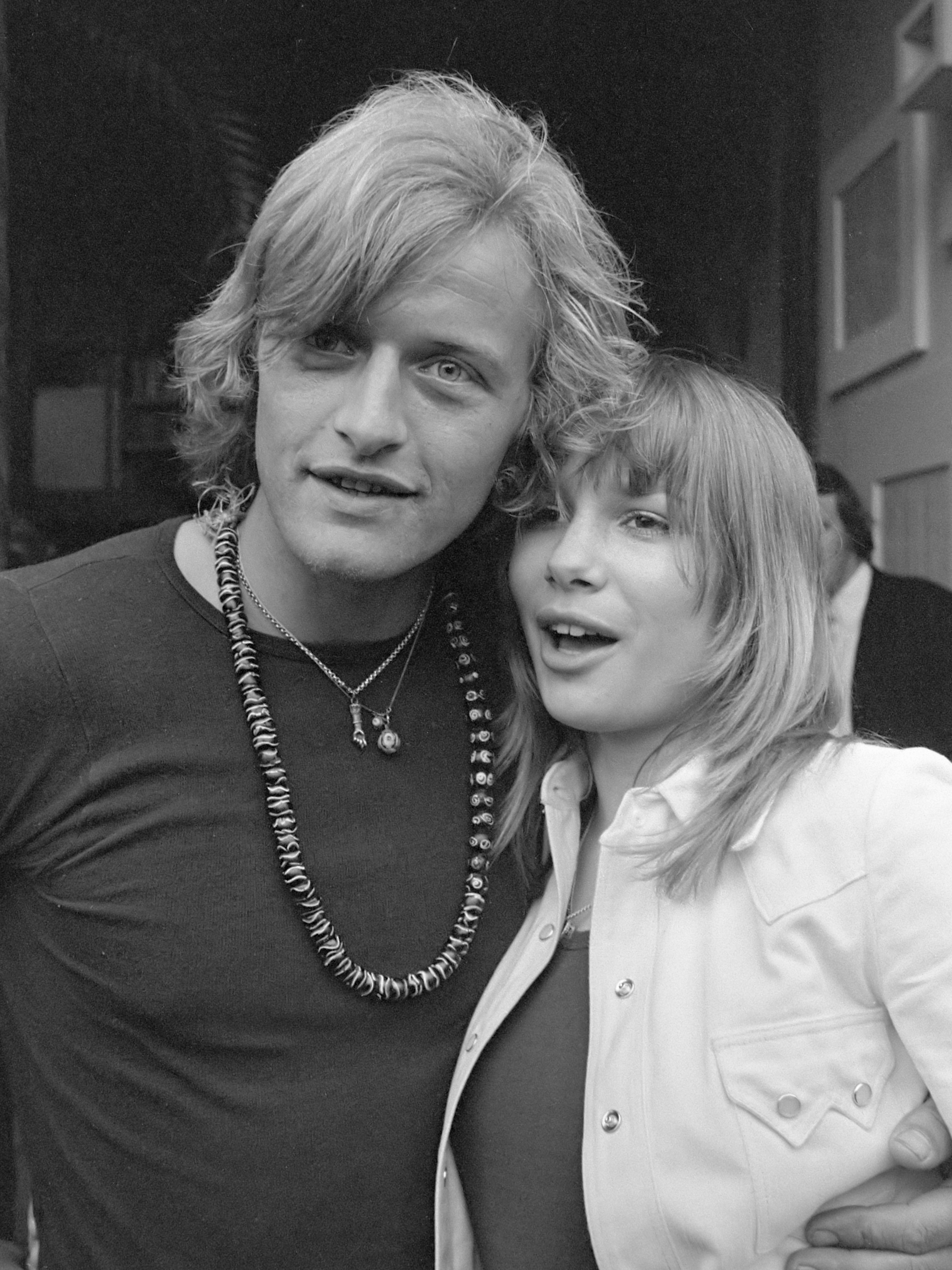
Monique van de Ven avec Rutger Hauer en 1972.

- 1973 : Turkish Délices de Paul Verhoeven
- 1974 : Dakota
- 1974 : Way Out
- 1975 : Katie Tippel de Paul Verhoeven
- 1975 : The Last Train
- 1976 : Anita Drögemöller und die Ruhe an der Ruhr (de)
- 1977 : Doctor Vlimmen
- 1978 : Inheritance
- 1978 : Starsky et Hutch (série télévisée), épisode A Body Worth Guarding
- 1978 : Stunt Rock
- 1979 : Une femme comme Eva de Nouchka van Brakel
- 1979 : Splitting Up
- 1981 : Hoge hakken, echte liefde
- 1982 : Breach of Contract
- 1982 : Breathless
- 1983 : Burning Love
- 1984 : The Scorpion
- 1986 : L'Assaut de Fons Rademakers
- 1987 : A Month Later
- 1987 : Iris
- 1988 : Amsterdamned de Dick Maas
- 1989 : Paint It Black
- 1989 : Lily Was Here
- 1990 : Romeo
- 1990 : L'Affaire Wallraff (The Man Inside) de Bobby Roth
- 1991 : Eline Vere de Harry Kümel
- 1992 : Xangadix (De Johnsons) de Rudolf van den Berg
- 1995 : Long Live the Queen
- 2001 : De Bovenman
- 2001 : The Discovery of Heaven
- 2004 : Amazones
- 2018 : Doris d'Albert Jan van Rees

### Réalisatrice
- 1996 : Mama's Proefkonijn[3]
- 2008 : Summer Heat (en)

## Voix françaises
- Frédérique Cantrel dans Doris (2018)